# Jurij Bavin
Jurij Sergeevič Bavin (in russo Юрий Сергеевич Бавин?; traslitterazione anglosassone: Yuri Sergeevyč Bavin; 5 febbraio 1994) è un calciatore russo, centrocampista dell'Enisej.

## Carriera
Il 30 ottobre 2013 ha debuttato con il CSKA Mosca in una partita della Coppa di Russia contro il Chimik Dzeržinsk.